# Phaeographis
Phaeographis es un género de hongo liquenizado de la familia Graphidaceae.